# Эллер, Джек
Джек Дэвид Эллер (англ. Jack David Eller; род. 28 сентября 1959) — американский культурный антрополог. Доктор философии (1991), заслуженный профессор Woxsen University, эмерит-профессор Community College of Denver, с 2020 года директор по глобальной антропологии религии Глобального центра религиозных исследований (GCRR).
Окончил Hobart and William Smith Colleges (бакалавр искусств, учился в 1977-81).
Докторскую степень по антропологии получил в Бостонском университете, где обучался в 1983-9 гг.; занимался для чего полевыми исследованиями в центральной Австралии. Преподавал антропологию в северной части штата Нью-Йорк и Денвере. Входил в совет директоров GCRR и являлся секретарем данного Центра. Редактор Frontiers in Psychology. Редактор книжной серии Anthropology of Now изд-ва Routledge.
Специализация: религия, насилие и психологическая антропология. Проводил полевые исследования религии и религиозных изменений среди австралийских аборигенов. Его указывают одним из самых влиятельных исследователей в своей области по показателю цитируемости. Крайне высоко ставит Эллера Frank Zindler. Его вклад в антропологию религии, особенно относительно религиозного насилия разбирала Rohmawati Rohmawati.
Автор более десятка книг. Публиковался в Boston Review, Essays in the Philosophy of Humanism, Humans, Oxford Handbook of Secularism, Visual Anthropology, Skeptic, American Anthropologist. Michigan Quarterly Review, Ethnic and Racial Studies, Shuddhashar.

## Книги
- «Violence and Culture: A Cross-Cultural and Interdisciplinary Approach» (Wadsworth, 2005)
- «Introducing Anthropology of Religion» 2nd ed. (Routledge, 2014) — учебник по антропологии религии
- «Cultural Anthropology: Global Forces, Local Lives» (1-е изд. — 2009; 3-е — Routledge, 2016; 4-е изд. — 2020) — вводный учебник по культурной антропологии (перевод на польский — 2012[20]) {Рец.}
- «Cruel Creeds, Virtuous Violence: Religious Violence across Culture and History» (Prometheus, 2010) {Рец. Egdūnas Račius, Margo Kitts}
- Culture and Diversity in the. United States. So Many Ways to Be American (2015) {Рец.}
- «Social Science and Historical Perspectives: Society, Science, and Ways of Knowing» (Routledge, 2016)
- «Psychological Anthropology for the 21st Century» (Routledge, 2018)
- Inventing American Tradition: From the Mayflower to Cinco de Mayo (Reaktion Books, 2018) ISBN 978-1780239866 {Рец. в Semaine ukrainienne, Literary Review[англ.]}
- Trump and Political Theology: Unmaking Truth and Democracy (Gcrr Press, 2020)

Редактор «The Anthropology of Donald Trump: Culture and the Exceptional Moment» и соредактор «Nonbelievers, Apostates, and Atheists in the Muslim World».